# Lazar Drljača
Lazar Drljača (Blatna, 10. listopada 1882. – Konjic, 13. srpnja 1970.) bio je bosanskohercegovački slikar, koji se izjašnjavao kao bosanski bogumil.

## Životopis
Rođen u Blatni kod Bosanskog Novog u obitelji bosanskih Srba, u početku je bio ekspresionist, ali se okrenuo impresionizmu. Drljača se identificirao kao bosanski bogumil, pa su ga često nazivali posljednjim bosanskim bogumilom.
Ispit iz likovnih umjetnosti položio je u Beču u listopadu 1906., a 1911. sudjelovao je na Međunarodnoj izložbi u Rimu za paviljon Kraljevine Srbije. Nakon toga se preselio u Pariz kako bi pohađao umjetničku školu i radio u Louvreu kopirajući stare majstore, Tiziana i Leonarda da Vincija, ponekad po narudžbi. Od 9. srpnja 1914. do 1919. malo se zna o njegovu životu, no bilješka na slici bilježi da je bio poslan u logor na Sardiniji.
Neposredno prije Drugog svjetskog rata, negdje oko 1935. godine, zauvijek se vratio u Bosnu i nastanio u selu Borci, na krškoj visoravni između Boračkog jezera i planine Prenj, iznad Konjica. Tu je do kraja svog života živio povučeno, najprije na selu, a nakon što se razbolio preselio se u obližnju planinsku vilu „Šantića vilu“, iznad Boračkog jezera, gdje umire 1970. godine. Iako u ovom trenutku u ruševnom stanju, "Šantića vila" je nacionalni spomenik Bosne i Hercegovine.

## Djela
- Tri konjanika
- Slikareva koliba, Blatina, listopad 1929., akvarel, 205 x 225